# Campeonato Pernambucano 2025
In 2025 werd het 111e Campeonato Pernambucano gespeeld voor voetbalclubs uit de Braziliaanse staat Pernambuco. De competitie werd georganiseerd door de FPF en werd gespeeld van 11 januari tot 3 april. Sport werd kampioen.

## Eerste fase
| Plaats | Club             | Wed. | W | G | V | Saldo | Ptn. |
| ------ | ---------------- | ---- | - | - | - | ----- | ---- |
| 1.     | Santa Cruz       | 9    | 6 | 2 | 1 | 14:4  | 20   |
| 2.     | Maguary          | 9    | 5 | 2 | 2 | 13:10 | 17   |
| 3.     | Náutico          | 9    | 5 | 1 | 3 | 15:9  | 16   |
| 4.     | Sport do Recife  | 9    | 4 | 3 | 2 | 17:8  | 15   |
| 5.     | Decisão Sertânia | 9    | 3 | 4 | 2 | 11:12 | 13   |
| 6.     | Retrô            | 9    | 3 | 3 | 3 | 8:10  | 12   |
| 7.     | Jaguar           | 9    | 3 | 2 | 4 | 10:16 | 11   |
| 8.     | Central          | 9    | 2 | 3 | 4 | 8:9   | 9    |
| 9.     | Afogados         | 9    | 0 | 5 | 4 | 5:13  | 5    |
| 10.    | Petrolina        | 9    | 0 | 3 | 6 | 4:14  | 3    |

|  | Gekwalificeerd voor halve finale in de derde fase |
|  | Gekwalificeerd voor tweede fase                   |
|  | Degradatie naar Série A2 2025                     |

## Tweede fase
|  |               |       |       |  |
|  | Náutico       | 0 – 0 | Retrô |  |
|  |               |       |       |  |
|  | Strafschoppen |       |       |  |
|  | 3 - 5         |       |       |  |

|  |                 |       |                  |  |
|  | Sport do Recife | 3 – 0 | Decisão Sertânia |  |
|  |                 |       |                  |  |

## Derde fase
In geval van gelijkspel worden strafschoppen genomen, tussen haakjes weergegeven. 
|  | halve finale    | halve finale | halve finale | halve finale |  |                 | finale | finale | finale | finale |
|  |                 |              |              |              |  |                 |        |        |        |        |
|  |                 |              |              |              |  |                 |        |        |        |        |
|  | Retrô           | 2            | 2            | 4            |  |                 |        |        |        |        |
|  | Maguary         | 1            | 0            | 1            |  |                 |        |        |        |        |
|  |                 |              |              |              |  | Retrô           | 2      | 2      | 4 (2)  |        |
|  |                 |              |              |              |  | Sport do Recife | 3      | 1      | 4 (4)  |        |
|  | Sport do Recife | 2            | 1            | 3            |  |                 |        |        |        |        |
|  | Santa Cruz      | 0            | 2            | 0            |  |                 |        |        |        |        |

## Totaalstand
| Plaats | Club             | Wed. | W | G | V | Saldo | Ptn. |
| ------ | ---------------- | ---- | - | - | - | ----- | ---- |
| 1.     | Sport do Recife  | 14   | 8 | 3 | 3 | 27:12 | 27   |
| 2.     | Retrô            | 14   | 6 | 4 | 4 | 16:15 | 22   |
| 3.     | Santa Cruz       | 12   | 6 | 2 | 4 | 14:8  | 20   |
| 4.     | Maguary          | 12   | 5 | 2 | 5 | 15:14 | 17   |
| 5.     | Náutico          | 10   | 5 | 2 | 3 | 15:9  | 17   |
| 6.     | Decisão Sertânia | 10   | 3 | 4 | 3 | 11:15 | 13   |
| 7.     | Jaguar           | 9    | 3 | 2 | 4 | 10:16 | 11   |
| 8.     | Central          | 9    | 2 | 3 | 4 | 8:9   | 9    |
| 9.     | Afogados         | 9    | 0 | 5 | 4 | 5:13  | 5    |
| 10.    | Petrolina        | 9    | 0 | 3 | 6 | 4:14  | 3    |

|  | Kampioen                      |
|  | Vicekampioen                  |
|  | Uitgeschakeld in halve finale |
|  | Uitgeschakeld in tweede fase  |
|  | Degradatie naar Série A2 2026 |

## Kampioen
| Campeonato Pernambucano de 2025 - Série A1 |
| Pernambuco                                 |
| ------------------------------------------ |
| SPORT Kampioen (45° titel)                 |

## Topschutters
| Speler            | Speler       | Goals | Club   |
| ----------------- | ------------ | ----- | ------ |
| Vlag van Brazilië | Pedro Maycon | 6     | Jaguar |

1915 · 1916 · 1917 · 1918 · 1919 · 1920 · 1921 · 1922 · 1923 · 1924 · 1925 · 1926 · 1927 · 1928 · 1929 · 1930 · 1931 · 1932 · 1933 · 1934 · 1935 · 1936 · 1937 · 1938 · 1939 · 1940 · 1941 · 1942 · 1943 · 1944 · 1945 · 1946 · 1947 · 1948 · 1949 · 1950 · 1951 · 1952 · 1953 · 1954 · 1955 · 1956 · 1957 · 1958 · 1959 · 1960 · 1961 · 1962 · 1963 · 1964 · 1965 · 1966 · 1967 · 1968 · 1969 · 1970 · 1971 · 1972 · 1973 · 1974 · 1975 · 1976 · 1977 · 1978 · 1979 · 1980 · 1981 · 1982 · 1983 · 1984 · 1985 · 1986 · 1987 · 1988 · 1989 · 1990 · 1991 · 1992 · 1993 · 1994 · 1995 · 1996 · 1997 · 1998 · 1999 · 2000 · 2001 · 2002 · 2003 · 2004 · 2005 · 2006 · 2007 · 2008 · 2009 · 2010 · 2011 · 2012 · 2013 · 2014 · 2015 · 2016 · 2017 · 2018 · 2019 · 2020 · 2021 · 2022 · 2023  · 2024